# Оренда меблів
Оре́нда ме́блів — господарська операція, що передбачає передачу у тимчасове строкове платне користування юридичній чи фізичній особі рухомого майна, представленого у вигляді предметів інтер'єру. Відносини регулюються договором прокату рухомого майна.

## Класифікація оренди меблів
- короткострокова — передбачає передачу у платне користування рухомого майна на строк, як правило, до 1 тижня;
- довгострокова — передбачає передачу у платне користування рухомого майна на строк, що перевищує 1 тиждень.

## Розвиток за кордоном та в Україні
Послуги з оренди меблів спершу з'явились у США, де, власне, сфера оренди рухомого і нерухомого майна є найбільш розвиненою. Зважаючи на ментальні особливості, послуги з довгострокової оренди меблів в США є найбільш поширеними. Орендарями, як правило, є:
- студенти, що приїжджають на навчання;
- особи, що переїжджають у зв'язку з тимчасовою зміною місця роботи;
- особи, що не мають житла у власності, та змушені його винаймати на невизначений термін.

Короткострокова оренда меблів за кордоном користується попитом у організаторів ділових та культурних заходів (виставок, промо-акцій, конференцій, фестивалів, корпоративних заходів тощо).
В Україні послуги з оренди меблів представлені більшою мірою в короткостроковому сегменті. Як і за кордоном, меблі орендують для проведення заходів різного тематичного спрямування.